# Chronologie des faits économiques et sociaux dans les années 1480
Chronologie de l'économie
Années 1470 - Années 1480 - Années 1490

## Événements
- 1480 : après son extension, l’arsenal de Venise peut monter de 80 à 100 galères simultanément[1].
- 1481 :  Édouard IV d'Angleterre établit un service postal[2].
- 1481-1483 : disette en Flandre[3].
- Après 1482 : l’exploitation des mines d’or de Mina, en Guinée, affermit et généralise la reprise économique au Portugal[4]. Dans les années 1480 des colons portugais créent des plantations de canne à sucre à São Tomé, île alors inhabitée, et commencent la traite des esclaves dans le golfe de Guinée pour les exploiter[5].
- 1481-1498 : 4,6 millions de livres de tailles sont levées en France en 1481. La ponction fiscale de Louis XI atteint son apogée en 1482 avec 5,4 millions de livres, soit 130 tonnes d’argent fin. 3,9 millions de livres de tailles sont levées en 1483, puis 1,5 million de 1484 à 1486. Les revenus du domaine royal augmentent de 74 % entre 1484 et 1498, profitant d’une bonne conjoncture. Sous Charles VIII (1487-1498), la ponction fiscale évolue autour de 2,35 millions de livres soit 60 tonnes d’argent[6].
- 1484-1492 : l’écrivain philosophe et talmudiste Isaac Abravanel, banquier des rois Catholiques, leur prête l’essentiel des finances nécessaire à la guerre de Grenade, et plus tard à l’équipement des premières caravelles de Christophe Colomb[7],[8].
- 1485 : l'Angleterre est frappée par la première des cinq épidémies connues de suette anglaise, qui fait des milliers de victimes, dont le lord-maire de Londres et son successeur[9].
- 1485-1509 : à l’issue de la guerre des Deux-Roses, de nombreux lignages de l’aristocratie anglaise ont disparu et leurs fiefs retournent à la couronne qui contrôle ainsi 20 % du sol anglais. Les revenus fonciers passent de 29 000 livres par an en 1485 à 42 000 en 1509. Henri VII réussit à donner à la monarchie des bases financières solides (retour au domaine des fiefs en déshérence, amendes et confiscation, droits de douane)[10]. Il peut se passer du Parlement qui n’est convoqué que 7 fois entre 1485 et 1506.
- 1485-1489 : premiers Actes de Navigation qui imposent l’usage de navires anglais pour le transport des produits anglais[11].

- 1486 : Valence est la plus grande ville de la Péninsule Ibérique avec 75 000 habitants. Elle doit sa prospérité au commerce des produits de Castille vers les Flandres (raisins secs, amandes, riz, sucre, vin) et Naples (sel)[12].
- 1488 : les Fugger obtiennent la concession des mines d’argent de Schwaz, au Tyrol[13]. Ils extraient chaque année 12 000 kg d’argent et 22 000 quintaux de cuivre. En 1491, Maximilien d'Autriche, en guerre conte la Hongrie, reçoit 120 000 florin et évite la banqueroute.

- Crise économique en Europe[14].

- Les propriétaires terriens anglais commencent à enclore leurs terres avec des haies (enclosures)[15].